# Хінтба Валерій Михайлович
Валерій Михайлович Хінтба (нар. 1940, тепер Абхазія, Грузія — ?) — радянський діяч, 1-й секретар Абхазького обласного комітету КП Грузії. Член ЦК КП Грузії. Депутат Верховної Ради Грузинської РСР. Депутат Верховної Ради СРСР 9-го скликання.

## Життєпис
Народився в родині партійного працівника Неллі Михайлівни Трапш.
Освіта вища. Закінчив Московський інститут народного господарства імені Плеханова.
Член КПРС.
21 вересня 1968 — 9 лютого 1973 року — міністр внутрішніх справ Абхазької АРСР.
У 1975 — 19 квітня 1978 року — 1-й секретар Абхазького обласного комітету КП Грузії.
Потім працював в апараті ЦК КП Грузії.
З 1990-х років — пенсіонер у місті Сухумі.

## Нагороди
- ордени
- медалі